# شدة الصوت
تُعرف شدة الصوت والمعروفة أيضا بالشدة الصوتية بأنها الطاقة التي تحملها الموجات الصوتية لكل وحدة مساحة في اتجاه عمودي على تلك المنطقة .وكما عرف النظام الدولي للوحدات الشدة -والتي تتضمن شدة الصوت-على أنها واط لكل متر مربع (واط/ م2). وإحدى التطبيقات هو قياس الضوضاء لشدة الصوت في الهواء في موقع المستمع ككمية طاقة.
قياسات الصوت:
الخاصية / الرمز:
ضغط الصوت / باسكال
سرعة الجسيمات / ڤولت
إزاحة الجسيمات /
شدة الصوت / ديسيبل ميلي واط
قوة الصوت /
الطاقة الصوتية / واط
كثافة الطاقة الصوتية /
المقاومة الصوتية /
تردد الصوت / تردد
فقد الإرسال /
الكمية الفيزيائية لشدة الصوت لا تتساوى مع كمية ضغط الصوت. حاسة السمع البشري حساسة بشكل مباشرلضغط الصوت المرتبط بكثافة الصوت. في الالكترونيات الصوتية الاستهلاكية، تسمى اختلافات المستوى اختلافات «الشدة» ولكن شدة الصوت هي كمية محددة ولا يمكن استشعارها بواسطة ميكروفون بسيط.
مستوى شدة الصوت هو تعبير لوغاريتمي لشدة الصوت نسبة إلى شدة مشار اليها.